# Vatslav Vorovskij
Vatslav Vorovskij (ryska: Вацлав Вацлавович Воровский), även skrivet Vjatjeslav Vorovskij, (partipseudonym Orlovskij), född 27 oktober (15 oktober g.s.) 1871 i Moskva, död 10 maj 1923 (mördad) i Lausanne, var en rysk (sovjetisk) diplomat och envoyé i Sverige. Erkändes dock aldrig formellt som diplomat av Sverige, men åtnjöt ändå i praktiken diplomatstatus.
Vorovskij studerade i yngre år vid tekniska högskolan i Moskva. Han anslöt sig redan på 1890-talet till den ryska socialismen som student. År 1897 häktades han som socialdemokrat och blev förvisad till norra Ryssland. Han vistades tre år som deporterad i guvernementet Vjatka. Efter detta reste han utomlands och kom i beröring med Lenin och blev medarbetare i tidningen Iskra. År 1903 anslöt han sig till bolsjevikerna. Han var 1905 i Genève redaktör för bolsjeviktidningarna Vpered och Proletarij, återvände samma år till Ryssland, var 1912-1913 ånyo deporterad och kom 1915, som elektrisk ingenjör i tjänst hos firman Siemens-Schuckert, till Stockholm för att leda en inköpsbyrå. När Lenin passerade Stockholm 1917 förmådde han Vorovskij att bli medlem av bolsjevikpartiets utländska byrå. 
Vorovskij blev efter bolsjevikrevolutionen i november 1917 av den nybildade sovjetregeringen utsedd till dess representant i Stockholm, särskilt för passviseringen för resor från de nordiska rikena till Ryssland. Vorovskij anlitades februari 1918 av svenska regeringen som ett slags medlare vid förhandlingarna på Åland om de ryska soldaternas borttransportering från ögruppen. 
Sedermera ledde han som envoyé ryska sovjetlegationen i Stockholm fram till 7 december 1918, då svenska regeringen meddelade honom, att sovjetregeringen missbrukat kurirprivilegierna genom att med kurirerna befordra bolsjevikisk propagandalitteratur, varför man fråntog honom rätten att motta och avsända kurirer och statstelegram samt förutsatte, att han och övriga representanter för sovjetregeringen skulle lämna landet. Avresan skedde först 30 januari 1919, fördröjd av förhandlingar om säkerhetsgarantier för Vorovskijs fria hemresa per tåg genom Finland. Finland markerade också den 18 december att den finska senaten inställning till fri lejd genom Finland skulle inverka menligt om inte samtidigt de finska undersåtar som ”hålles häktade eller hindrades lämna Petrograd ” skulle släppas. Den 20 december erhöll utrikesministern meddelande om att Lenin ”förklarat sig villig så snart vissa formaliteter uppfyllts frigifva de i Ryssland häktade finnarna och äfvenså visera pass för dem som önska utresa”.
Han utsågs juli 1920 till sovjetrysk handelskommissarie i Italien och slutförde där sommaren 1921 med italienska regeringen långvariga förhandlingar om ett rysk-italienskt handelsavtal.
Vorovskij var 1922 ett av Rysslands ombud vid Genuakonferensen. Han reste i maj 1923 till Lausanne i spetsen för en delegation av ombud för Ryssland, Ukraina och Sovjet-Georgien för att deltaga i förhandlingarna med Turkiet, men vägrades att delta i konferensen, då Ryssland ej ville biträda de mellan Turkiet och de allierade överenskomna avtalen om passagen genom Dardanellsundet och Bosporen. 
Hotelser mot Vorovskij och övriga bolsjevikombud uttalades av en schweizisk fascistsammanslutning, och 10 maj 1923 mördades Vorovskij av en från Ryssland hemkommen schweizare, Conradi, som uppgav sig vilja hämnas de lidanden hans släktingar fått utstå i ryska fängelser under bolsjevikregimen. Conradi och en med honom förbunden rysk emigrant, Polunin, frikändes (november samma år), då inom juryn ej uppnåtts stadgad kvalificerande majoritet för en fällande dom. Vaksberg gör dock gällande att det i själva verket var den ryska agenten Ahrens som tillsammans med Polunin använde sig av Conradi för att göra sig av med Vorovskij, vilket bekräftas av ett krypterat telegram från Ahrens.  Ryska regeringen gjorde den schweiziska ansvarig för mordet, då polisen i Lausanne ej skulle ha vidtagit nödiga åtgärder för skydd åt den ryska delegationen, och i Ryssland förekom godtyckliga repressalieåtgärder mot där boende schweizare. Ännu 1926 vägrade ryska regeringen låta sig representeras vid konferenser på schweiziskt område. Kreml kom att bryta de diplomatiska förbindelserna med Schweiz under ett kvarts sekel.